# Janson (schreeflettertype)
Janson is de naam van een schreeflettertype en is vernoemd naar de Nederlandse lettersnijder en drukker Anton Janson.
Onderzoek in de jaren 70 en 80 wees echter uit dat het eigenlijke lettertype was gemaakt door de Hongaarse lettersnijder Nicholas Misztótfalusi Kis. Misztótfalusi reisde naar Amsterdam in 1680 en leerde onder Blaeu het lettersnijden. Hij produceerde ook een aantal lettertypen als leerling, waaronder een lettersoort (deze lettersoort heeft Misztótfalusi gesneden om de Hongaarse bijbel opnieuw uit te drukken) uit ca. 1685, en waarop deze Janson is gebaseerd. Misztótfalusi kon zijn letters niet meenemen toen hij terugging naar Zevenburgen. Daardoor kon Janson deze overnemen. Misztótfalusi sneed ook Griekse en Hebreeuwse lettertypen die gebruikt werden voor het drukken van meertalige bijbels. Janson vertoont sterke invloeden van de Nederlandse Baroque lettertypen.
Een herziene versie van het lettertype Janson is ontworpen door Chauncey H. Griffith van de Linotype lettergieterij.